# Luis Walter Alvarez
Luis Walter Alvarez (n. 13 iunie 1911, California, SUA – d. 1 septembrie 1988, Berkeley, California, SUA) a fost un fizician experimentalist, inventator și profesor universitar american laureat al Premiului Nobel pentru Fizică în 1968. 

## Biografie
American Journal of Physics⁠(d) a comentat: „Luis Alvarez a fost unul dintre cei mai străluciți și mai prolifici fizicieni experimentaliști ai secolului al XX-lea.” După ce și-a luat doctoratul la Universitatea din Chicago în 1936, Alvarez a mers să lucreze pentru Ernest Lawrence la Laboratorul de Radiații al Universității Californiei din Berkeley din California. Alvarez a gândit un set de experimente de observare a capturii de electroni⁠(d) în nuclee radioactive, prezisă de teoria dezintegrării beta dar niciodată observată. El a produs tritiu folosind ciclotronul și i-a măsurat durata de viață. În colaborare cu Felix Bloch, a măsurat momentul magnetic al neutronului⁠(d).
În 1940, Alvarez s-a angajat la Laboratorul de Radiații de la MIT⁠(d), unde a contribuit la mai multe proiecte de radar din al Doilea Război Mondial, de la primele îmbunătățiri aduse reperelor radar de Identificare prieten sau dușman⁠(d), astăzi denumite transpondere⁠(d), până la un sistem denumit VIXEN, pentru împiedicarea submarinelor inamice de a-și da seama că au fost reperate de noile radare aeriene cu microunde. Submarinele inamice trebuia să aștepte până când semnalul radar devenea puternic și apoi să se scufunde, evitdând atacul. Dar VIXEN transmitea un semnal radar a cărui putere era cubul distanței față de submarin, așa încât pe măsură ce sursa se apropia de acesta, semnalul — măsurat de submarin — slăbea progresiv, iar submarinul presupunea că avionul se îndepărtează și deci nu se scufunda. Sistemul radar pentru care este cel mai bine cunoscut Alvarez și care a jucat un rol important în aviație, mai ales după război în timpul podului aerian al Berlinului, a fost ground-controlled approach⁠(d) (GCA). Alvarez a lucrat timp de câteva luni la Universitatea din Chicago la reactorii nucleari (în grupul lui Enrico Fermi) înainte de a veni la Los Alamos pentru a lucra cu Robert Oppenheimer la proiectul Manhattan. Alvarez a lucrat la designul lentilelor explozive⁠(d), și la dezvoltarea detonatoarelor cu fir exploziv⁠(d). Ca membru al Proiectului Alberta⁠(d), a observat testul nuclear Trinity dintr-un B-29 Superfortress, și apoi și bombardamentul de la Hiroshima de pe bombardierul B-29 The Great Artiste⁠(d).
După război, Alvarez a fost implicat în proiectarea unei camere cu bule cu hidrogen lichid care i-a permis echipei sale să realizeze milioane de fotografii ale interacțiunilor între particule, să dezvolte sisteme computerizate complexe de măsurare și analiză a acestor interacțiuni, și să descopere întregi familii de noi particule și stări de rezonanță⁠(d). Ca urmare, i s-a decernat Premiul Nobel în 1968. A fost implicat într-un proiect de radiografiere a piramidelor egiptene în căutarea de încăperi necunoscute. Împreună cu fiul său, geologul Walter Alvarez⁠(d), a dezvoltat ipoteza Alvarez⁠(d) conform căreia evenimentul de extincție care a dus la dispariția dinozaurilor este rezultatul impactului unui asteroid.
Alvarez a fost membru al JASON Defense Advisory Group⁠(d), al Bohemian Club, și al Partidului Republican.

## Tinerețea
Luis Walter Alvarez s-a născut la San Francisco la 13 iunie 1911, fiind al doilea copil și primul băiat al medicului Walter C. Alvarez⁠(d) și al soției acestuia, Harriet, născută Smyth, și nepot al lui Luis F. Alvarez⁠(d), medic care a trăit o vreme în Spania, apoi în Cuba, și în cele din urmă în Statele Unite, și care a pus la punct o metodă mai bună de diagnosticare a leprei maculare. El a avut o soră mai mare, Gladys, un frate mai mic, Bob, și o soră mai mică, Bernice. Mătușa lui, Mabel Alvarez⁠(d), era o artistă californiană specialistă în pictură în ulei.
A învățat la Școala Madison din San Francisco între 1918 și 1924, și apoi la San Francisco Polytechnic High School⁠(d). În 1926, tatăl său a devenit cercetător la Clinica Mayo⁠(d), iar familia s-a mutat la Rochester, Minnesota, unde Alvarez a învățat la Liceul Rochester. Întotdeauna s-a așteptat să învețe la Universitatea Californiei, dar la sugestia profesorilor săi de la Rochester, a mers la Universitatea din Chicago, de unde a absolvit studiile de licență în 1932, cele de master în 1934, și doctoratul în 1936. În timpul studiilor de licență, a fost membru al frăției⁠(d) Phi Gamma Delta⁠(d). La studiile postuniversitare, a trecut la Gamma Alpha⁠(d).
În 1932, ca student postuniversitar⁠(d) la Chicago, a descoperit fizica și a avut oportunitatea rară de a utiliza echipamentul legendarului fizician Albert Abraham Michelson. Alvarez a construit și un aparat din tuburi de contor Geiger aranjate ca un telescop de radiații cosmice⁠(d), și sub îndrumarea consilierului său didactic Arthur Compton, a efectuat la Ciudad de México un experiment de măsuare a așa-numitului efect est-vest al radiațiilor cosmice. Observând mai multe radiații venind dinspre vest, Alvarez a concluzionat că razele cosmice primare sunt încărcate pozitiv. Compton a trimis articolul rezultat pentru publicare revistei Physical Review, cu numele lui Alvarez listat primul.

## Începutul carierei

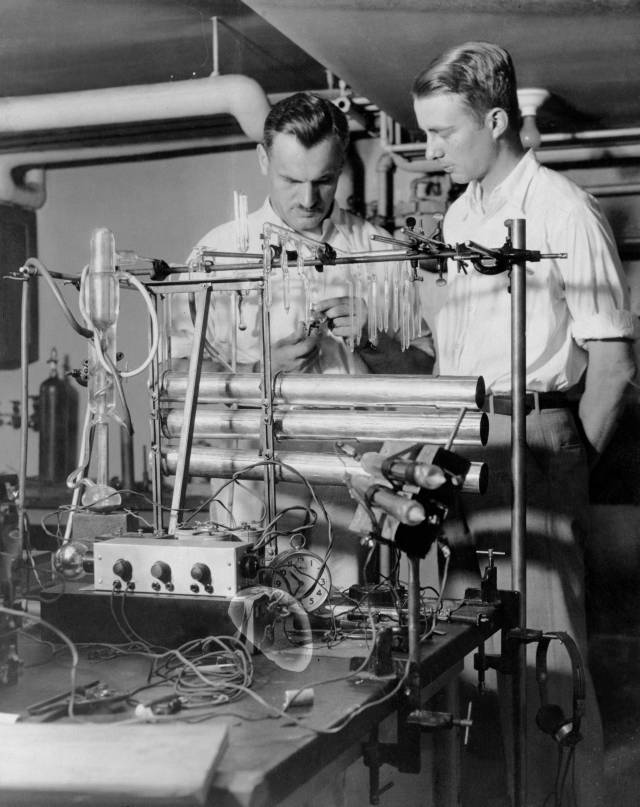
Laureatul Premiului Nobel, Arthur Compton, stânga, cu tânărul student postuniversitar Luis Alvarez la Universitatea din Chicago în 1933

Gladys, sora lui Alvarez, lucra pentru Ernest Lawrence ca secretară part-time, și i-a spus acestuia despre fratele ei. Lawrence l-a invitat apoi pe Alvarez la un tur al expoziției Century of Progress din Chicago. După ce și-a finalizate examenele orale⁠(d) în 1936, acum logodit cu Geraldine Smithwick, Alvarez a rugat-o pe sora lui să afle dacă Lawrence are vreun post disponibil la Laboratorul de Radiații. În scurt timp, a primit de la Gladys o telegramă cu o ofertă de serviciu din partea lui Lawrence. Așa a început o îndelungată asociere cu Universitatea Californiei din Berkeley. Alvarez și Smithwick s-au căsătorit într-una din capelele Universității din Chicago și apoi au plecat în California. Ei au avut doi copii, Walter⁠(d) și Jean. Au divorțat în 1957. La 28 decembrie 1958, Alvarez s-a căsătorit cu Janet L. Landis, cu care a mai avut doi copii, Donald și Helen.
La Laboratorul de Radiații a lucrat cu echipa de experimente a lui Lawrence, susținută de un grup de fizicieni teoreticieni în frunte cu Robert Oppenheimer. Alvarez a pus la punct niște experimente pentru observarea capturii de electroni⁠(d) în nuclee radioactive, prezisă de teoria dezintegrării beta dar niciodată observată. Folosind magneți pentru a da la o parte pozitronii și electronii care emană din sursele radioactive, el a pus la punct un contor Geiger special care să detecteze numai radiațiile X „soft” provenite din captura de electroni. El și-a publicat rezultatele în Physical Review din 1937.
Când deuteriul (hidrogen-2) este bombardat cu deuteriu, reacția de fuziune produce fie tritiu (hidrogen-3) plus un proton, fie heliu-3⁠(d) plus un neutron (2
H
 + 2
H
 → 3
H
 + p sau 3
He
 + n). Aceasta este una dintre cele mai simple reacții de fuziune, și un fundament al armei termonucleare⁠(d) și al cercetărilor actuale în domeniul fuziunii nucleare controlate⁠(d). La data aceea, stabilitatea acestor doi produși de reacție nu era cunoscută, dar după teoriile existente, Hans Bethe credea că tritiul va fi stabil, iar heliul-3 instabil. Alvarez a demonstrat inversul, folosind cunoștințele sale despre detaliile operării ciclotronului de 60 de țoli. El a reglat mașina pentru a accelera nuclee dublu ionizate de heliu-3 și a reușit să obțină un flux de ioni accelerați, folosind astfel ciclotron ca un fel de super spectrometru de masă. Întrucât heliul accelerat provenea din puțuri de gaze⁠(d) adânci, unde stătuse milioane de ani, componenta heliu-3 trebuia să fie stabilă. Ulterior, Alvarez a produs tritiu radioactiv folosind ciclotronul și reacția 2
H
 + 2
H
 și i-a măsurat durata de viață.
În 1938, din nou folosindu-și cunoștințele despre ciclotron și inventând tehnicile care astăzi sunt numite „de tip time of flight⁠(d)”, Alvarez a creat o rază mono-energetică de neutroni termici⁠(d). Cu aceasta, a început o serie lungă de experimente, colaborând cu Felix Bloch, pentru a măsura momentul magnetic al neutronului⁠(d). Rezultatul obținut, μ0 = 1.93±0.02 μN⁠(d), publicat în 1940, a reprezentat un mare pas înainte față de cunoștințele anterioare.

## Al Doilea Război Mondial

### Radiation Laboratory
Misiunea britanică Tizard⁠(d) în Statele Unite din 1940 a demonstrat oamenilor de știință americani aplicarea cu succes a magnetronului cu cavități⁠(d) pentru a produce un radar pulsant cu lungime de undă scurtă. Comisia Națională pentru Cercetări în Apărare⁠(d), înființată cu doar câteva luni înainte de președintele Franklin Roosevelt, a creat un laborator național central la Massachusetts Institute of Technology (MIT) pentru a dezvolta aplicații militare ale radarului cu microunde. Lawrence i-a recrutat imediat pe cei mai buni „ciclotroniști” ai lui, între care și Alvarez, care s-au alăturat acestui nou laborator, denumit Laboratorul de Radiații⁠(d), la 11 noiembrie 1940. Alvarez a contribuit la mai multe proiecte radar, de la primele îmbunătățiri aduse reperelor radar identification friend or foe⁠(d) (IFF), astăzi denumite transpondere⁠(d), la un sistem denumit VIXEN, pentru împiedicarea submarinelor inamice să afle că au fost reperate de noile radare aeriene cu microunde.
Unul dintre primele proiecte a fost construirea de echipament pentru trecerea de la radarele britanice cu lungime de undă mare la noul radar cu microunde în banda de ordinul centimetrilor făcută posibilă de magnetronul cu cavități⁠(d). Lucrând la sistemul early-warning radar⁠(d) (MEW), Alvarez a inventat un tablou de antene cu dipoli liniari care nu numai că atenua lobii laterali⁠(d)  nedoriți ai câmpului de radiații, ci putea fi și scanată electronic fără a fi nevoie de o scanare mecanică. Aceasta a fost prima antenă-tablou cu fază în microunde, iar Alvarez a utilizat-o nu numai în MEW ci și în alte două sisteme radar. Antena permitea radarului pentru bombardament de precizie⁠(d) Eagle să susțină bombardamentele de precizie pe vreme rea sau prin plafonul de nori. El a fost definitivat spre sfârșitul războiului; deși mai multe B-29 au fost echipate cu Eagle și a funcționat bine, el nu a apucat să își lase o amprentă prea mare.

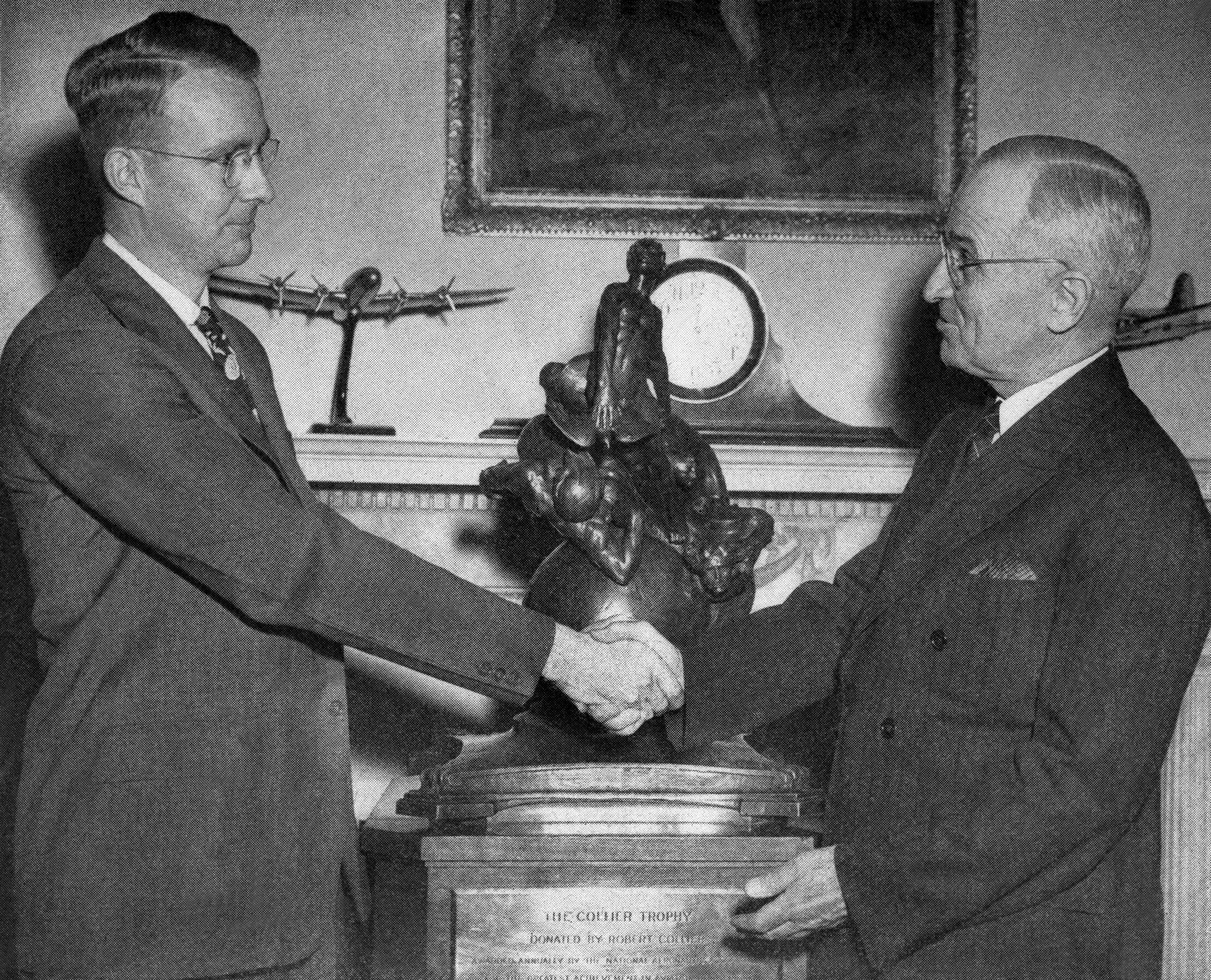
Decernarea din partea președintelui Harry Truman, Casa Albă, 1946

Sistemul radar pentru care este cel mai bine cunoscut Alvarez și care a jucat un rol important în aviație, mai ales în podul aerian al Berlinului, a fost ground-controlled approach⁠(d) (GCA). Folosind antena cu dipoli a lui Alvarez pentru a obține o rezoluție unghiulară foarte mare, GCA permite operatorilor de radare de la sol să observe pe afișajele speciale de precizie și să îndrume un avion care aterizează pe pistă transmițând comenzi verbale pilotului. Sistemul a fost simplu, direct, și a funcționat bine, chiar și cu piloți fără pregătire specială. A avut atâta succes încât armata a continuat să îl utilizeze mulți ani după război, și era încă utilizat în unele țări în anii 1980. Alvarez a primit din partea Asociației Aeronautice Naționale⁠(d) Trofeul Collier⁠(d) în 1945 „pentru evidenta și remarcabila inițiativă în conceperea și dezvoltarea sistemului Ground Control Approach pentru aterizarea sigură a aeronavelor în orice condiții meteorologice și de trafic”.
Alvarez a petrecut vara lui 1943 în Anglia, testând GCA, asistând la aterizare avioanele ce reveneau din luptă pe vreme rea, și învățându-i pe britanici și cum să folosească sistemul. Acolo, l-a întâlnit pe tânărul Arthur C. Clarke, care era tehnician radar la RAF. Clarke a utilizat ulterior experiența dobândită la stația de cercetare radar ca bază pentru romanul Glide Path, care conține un personaj care se identifică destul de evident cu Alvarez. Clarke și Alvarez au rămas mult timp prieteni.

### Proiectul Manhattan
În toamna lui 1943, Alvarez a revenit în Statele Unite cu o ofertă din partea lui Robert Oppenheimer pentru a veni să lucreze la Los Alamos în Proiectul Manhattan. Dar Oppenheimer i-a sugerat ca mai întâi să stea câteva luni la Universitatea din Chicago să lucreze cu Enrico Fermi înainte de a veni la Los Alamos. În aceste luni, generalul Leslie Groves l-a rugat pe Alvarez să se gândească cum ar putea SUA să afle dacă germanii operează vreun reactor nuclear și, dacă da, unde. Alvarez a propus ca un avion să transporte un sistem care să detecteze gazele radioactive produse de un reactor, în particular xenonul 133. Echipamentul a zburat deasupra Germaniei, dar nu a detectat xenon radioactiv deoarece germanii nu construiseră niciun reactor capabil de reacții în lanț. A fost prima idee de monitorizare a produselor de fisiune în scop de strângere de informații⁠(d). Ea avea să devină extrem de importantă după război.

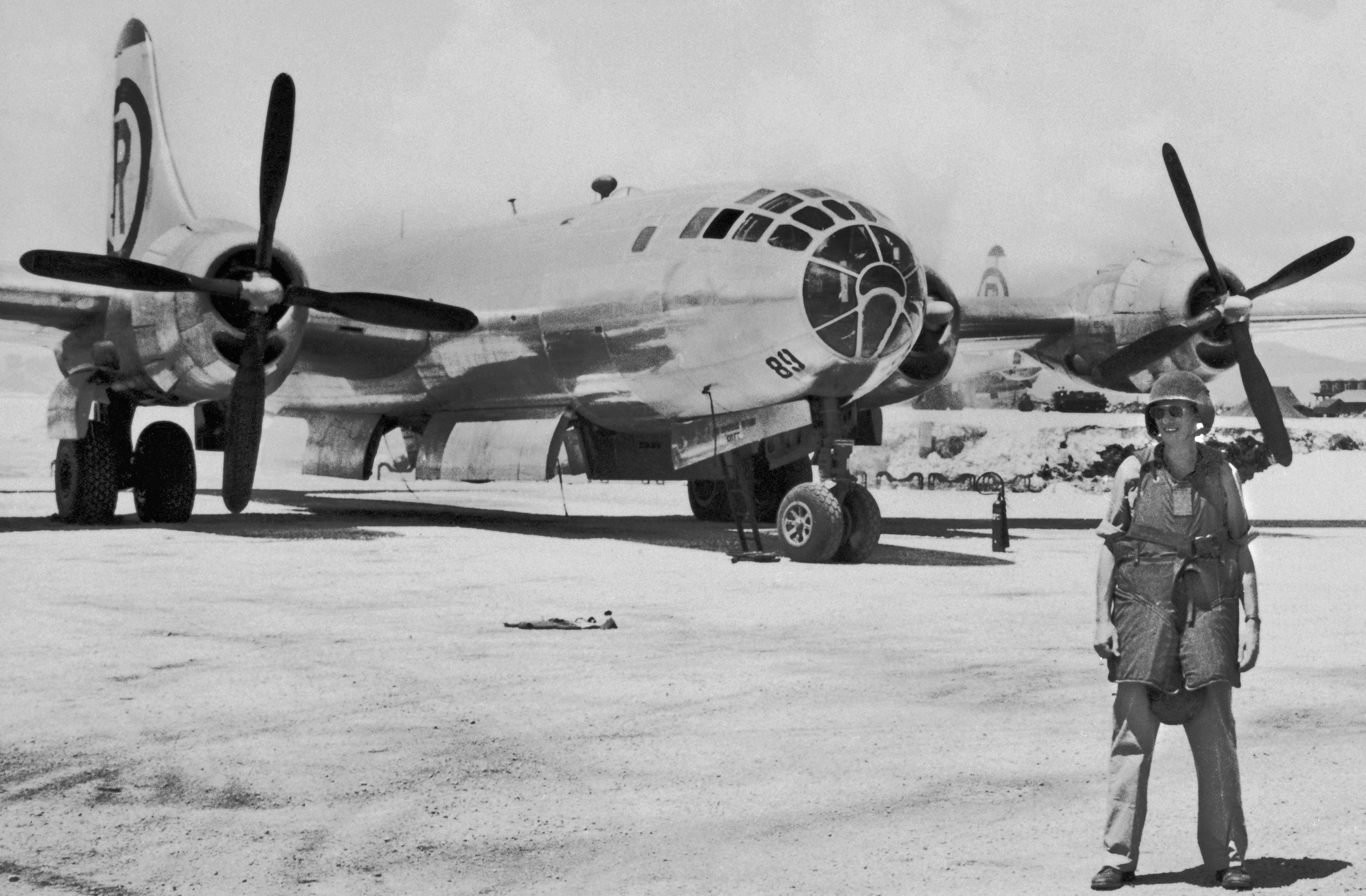
Alvarez, cu cască și jachetă flak, în fața lui ', 1945

Ca urmare a muncii sale în domeniul radarului și a celor câteva luni petrecute cu Fermi, Alvarez a sosit la Los Alamos în primăvara lui 1944, mai târziu decât mulți dintre contemporanii săi. Lucrul la „Little Boy” (bombă cu uraniu) era avansat, așa că Alvarez s-a implicat în designul lui „Fat Man” (bombă cu plutoniu). Tehnica utilizată pentru uraniu, aceea de a forța cele două mase subcritice una în cealaltă folosind un fel de pistol⁠(d), nu putea funcționa cu plutoniul din cauza nivelului ridicat de neutroni spontani de fundal, care putea produce fisiuni imediat ce cele două părți s-ar apropia una de cealaltă, astfel încât căldura și dilatația produsă de ea s-ar solda cu dezmembrarea sistemului înainte de eliberarea unei cantități suficiente de energie. S-a luat hotărârea să se utilizeze o sferă aproape critică de plutoniu și să fie comprimată rapid prin explozivi într-un nucleu⁠(d) mult mai mic și mai dens, o provocare tehnică la acea vreme.

Pentru a crea implozia⁠(d) simetrică necesară pentru a comprima nucleul de plutoniu până la densitatea dorită, treizeci și două de încărcături explozive urmau să fie simultan detonate în jurul nucleului sferic. Folosirea tehnicilor explozive obișnuite cu detonator⁠(d) ar fi făcut ca progresul către atingerea simultaneității cu precizie de câteva fracțiuni de microsecundă să fie descurajator. Alvarez și-a îndrumat studentul postuniversitar, Lawrence H. Johnston⁠(d), să utilizeze un condensator mare pentru a transmite un impuls de înaltă tensiune⁠(d) direct la fiecare lentilă explozivă⁠(d), înlocuind detonatoarele clasice cu niște detonatoare cu fir-punte exploziv⁠(d). Mecanismul detona cele treizeci și două de încărcături simultan la o precizie de câteva zecimi de microsecundă. Invenția a fost critică pentru succesul armei nucleare cu implozie⁠(d). El a supervizat și Experimentele RaLa⁠(d). Alvarez avea mai târziu să consemneze:
„Cu uraniul modern folosit în arme, rata de fundal a neutronilor este atât de mică încât, dacă ar avea asemenea materiale, teroriștii ar avea o șansă bună să declanșeze o explozie puternică doar trântind o jumătate din material peste cealaltă jumătate. Majoritatea oamenilor pare să nu-și dea seama că, dacă este disponibil U-235⁠(d), este trivială declanșarea unei explozii nucleare, pe când dacă este disponibil numai plutoniu, să-l faci să explodeze este cea mai dificilă treabă tehnică pe care o cunosc.”

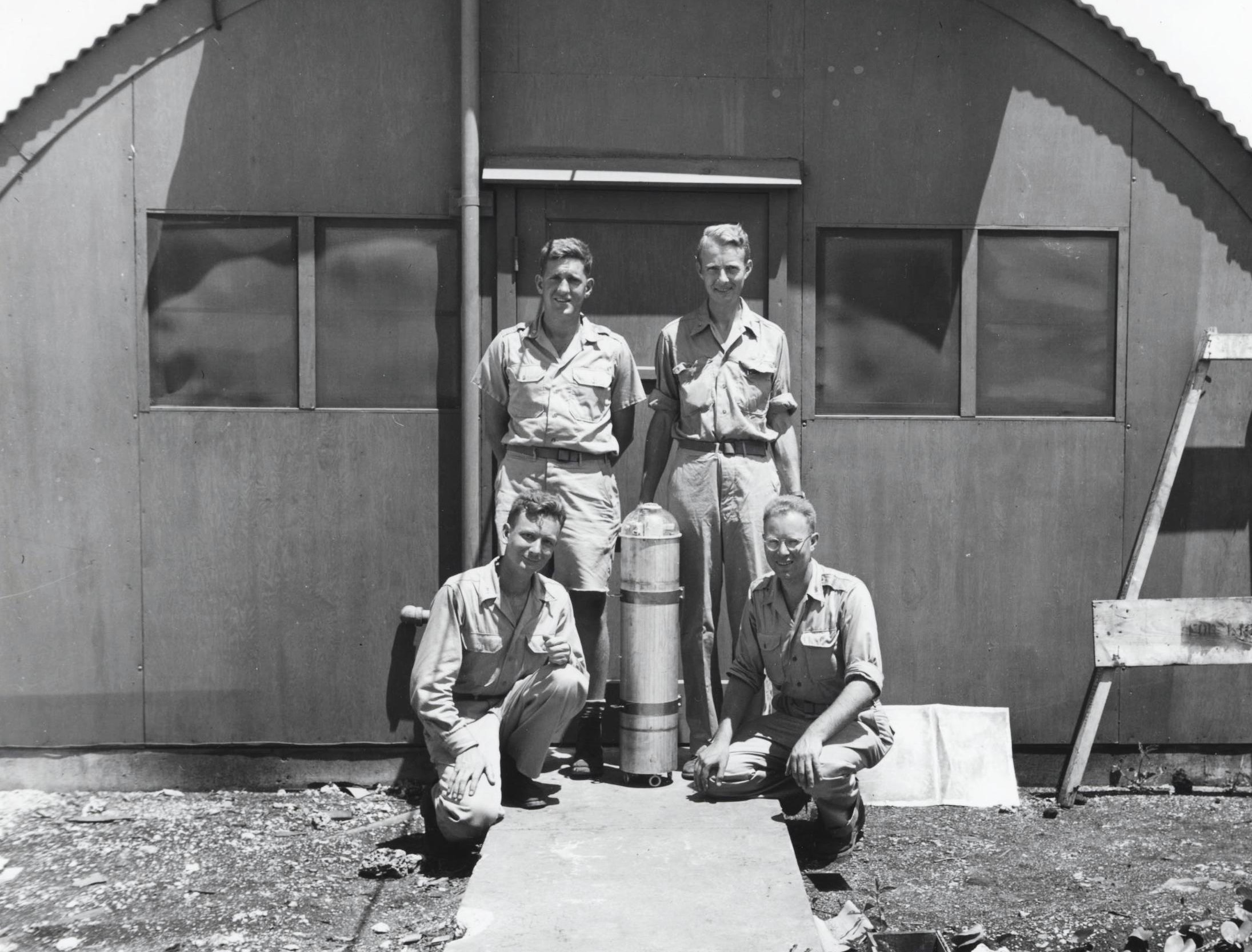
Alvarez (dreapta-sus) pe Tinian cu (stânga-sus), (stânga-jos) și (dreapta-jos)

Lucrând din nou cu Johnston, ultima sarcină a lui Alvarez pentru Proiectul Manhattan a fost să dezvolte un set de microfoane/transmițătoare calibrate care să fie parașutate dintr-un avion pentru a măsura intensitatea undei de șoc a exploziei atomice, pentru a permite oamenilor de știință să calculeze energia bombei. El a observat testul nuclear Trinity dintr-un B-29 Superfortress în care se aflau și colegii săi de la Project Alberta⁠(d) Harold Agnew⁠(d) și William Sterling Parsons⁠(d).
Zburând cu B-29 Superfortress The Great Artiste⁠(d) în formație împreună cu Enola Gay, Alvarez și Johnston au măsurat efectul exploziei bombei Little Boy care a fost lansată la Hiroshima. Câteva zile mai târziu, zburând din nou cu The Great Artiste, Johnston a folosit același echipament pentru a măsura puterea exploziei de la Nagasaki.

## Camera cu bule

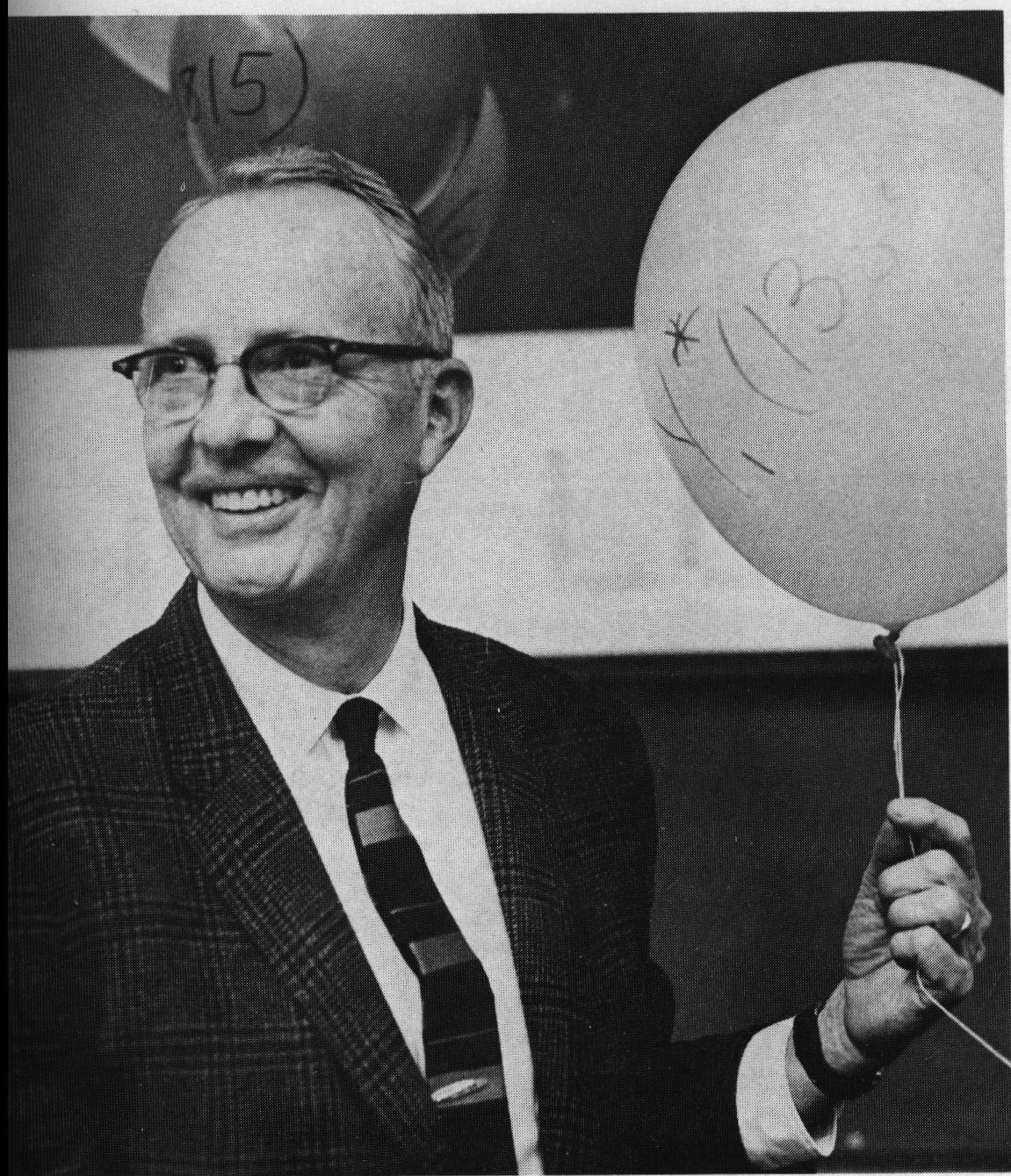
Sărbătorind câștigarea Premiului Nobel, 30 octombrie 1968. Baloanele sunt inscripționate cu numele particulelor subatomice descoperite de grup.

Revenind la Universitatea din California ca profesor universitar, Alvarez avea multe idei despre cum să-și folosească cunoștințele despre radar dobândite în război pentru a îmbunătăți acceleratoarele de particule. Deși unele dintre ele aveau să fie fructuoase, „marea idee” a acestei vremi avea să vină de la Edwin McMillan cu conceptul de stabilitate de fază⁠(d) care a condus la dezvoltarea sincrociclotronului⁠(d). Rafinând și extinzând acest concept, echipa Lawrence avea să construiască cel mai mare accelerator de protoni de la acea dată, Bevatron⁠(d), care a fost pus în funcțiune în 1954. Deși Bevatron putea produce cantități copioase de particule interesante, în special în coliziuni secundare, aceste interacțiuni complexe erau greu de detectat și analizat la acea dată.
Profitând de o nouă dezvoltare pentru vizualizarea traiectoriilor particulelor, creată de Donald Glaser și cunoscută sub numele de cameră cu bule, Alvarez a înțeles că acest dispozitiv era exact cel de care era nevoie, dacă ar putea fi făcut să funcționeze cu hidrogen lichid. Nucleele de hidrogen, formați dintr-un singur proton, erau cea mai simplă și mai dorită țintă pentru interacțiunile cu particule produse de Bevatron. El a început un program de dezvoltare pentru construirea unei serii de camere mici, și i-a promovat ideea acestui dispozitiv lui Ernest Lawrence.
Dispozitivul Glaser era un cilindru mic de sticlă (1 cm × 2 cm) umplut cu eter. Reducând brusc presiunea în cilindru, lichidul putea fi plasat într-o stare temporară supraîncălzită⁠(d), în care va intra în fierbere de-a lungul traiectoriei perturbate de trecerea unei particule. Glaser a reușit să mențină starea supraîncălzită pentru câteva secunde înainte să aibă loc fierberea spontană. Echipa Alvarez a construit camere de 1,5 in, 2,5 in, 4 in, 10 in, and 15 in cu hidrogen lichid, construite din metal cu geam de sticlă, pentru ca traiectoriile să poată fi fotografiate. Camera putea fi ciclată sincronizat cu raza acceleratorului, se putea face o fotografie, iar camera se putea recomprima la timp pentru următorul ciclu.
Programul a construit o cameră cu bule cu hidrogen lichid de aproape 2 m lungime, cu munca a zeci de fizicieni și studenți postuniversitari împreună cu sute de ingineri și tehnicieni, a făcut miliane de fotografii cu interacțiuni de particule, a dezvoltat sisteme computerizate pentru măsurarea și analiza interacțiunilor, și a descoperit familii de noi particule și stări de rezonanță⁠(d). Datorită acestei munci, Alvarez a primit Premiul Nobel pentru Fizică în 1968, „pentru contribuțiile decisive aduse fizicii particulelor elementare, mai ales pentru descoperirea unui număr mare de stări de rezonanță, descoperire făcută posibilă prin dezvoltarea de către el a tehnicii utilizării de camere cu bule cu hidrogen și a analizei datelor.”

## Detectiv științific
În 1964, Alvarez a propus ceea ce avea să fie denumit High Altitude Particle Physics Experiment (HAPPE), conceput inițial ca un uriaș magnet supraconductor⁠(d) ridicat la o mare altitudine cu un balon⁠(d) pentru a studia interacțiuni între particule cu energii extrem de mari. Cu timpul, atenția experimentului s-a îndreptat către studiul cosmologiei și al rolului particulelor și radiațiilor în universul timpuriu⁠(d). Această muncă a fost un efort foarte mare, ridicând detectoarele în baloane de mare altitudine⁠(d) și cu avioane U-2; a fost un precursor timpuriu al experimentelor satelitare COBE despre radiația cosmică de fundal (care a avut ca rezultat câștigarea Premiului Nobel pentru Fizică în 2006 de către George Smoot și John Mather.)

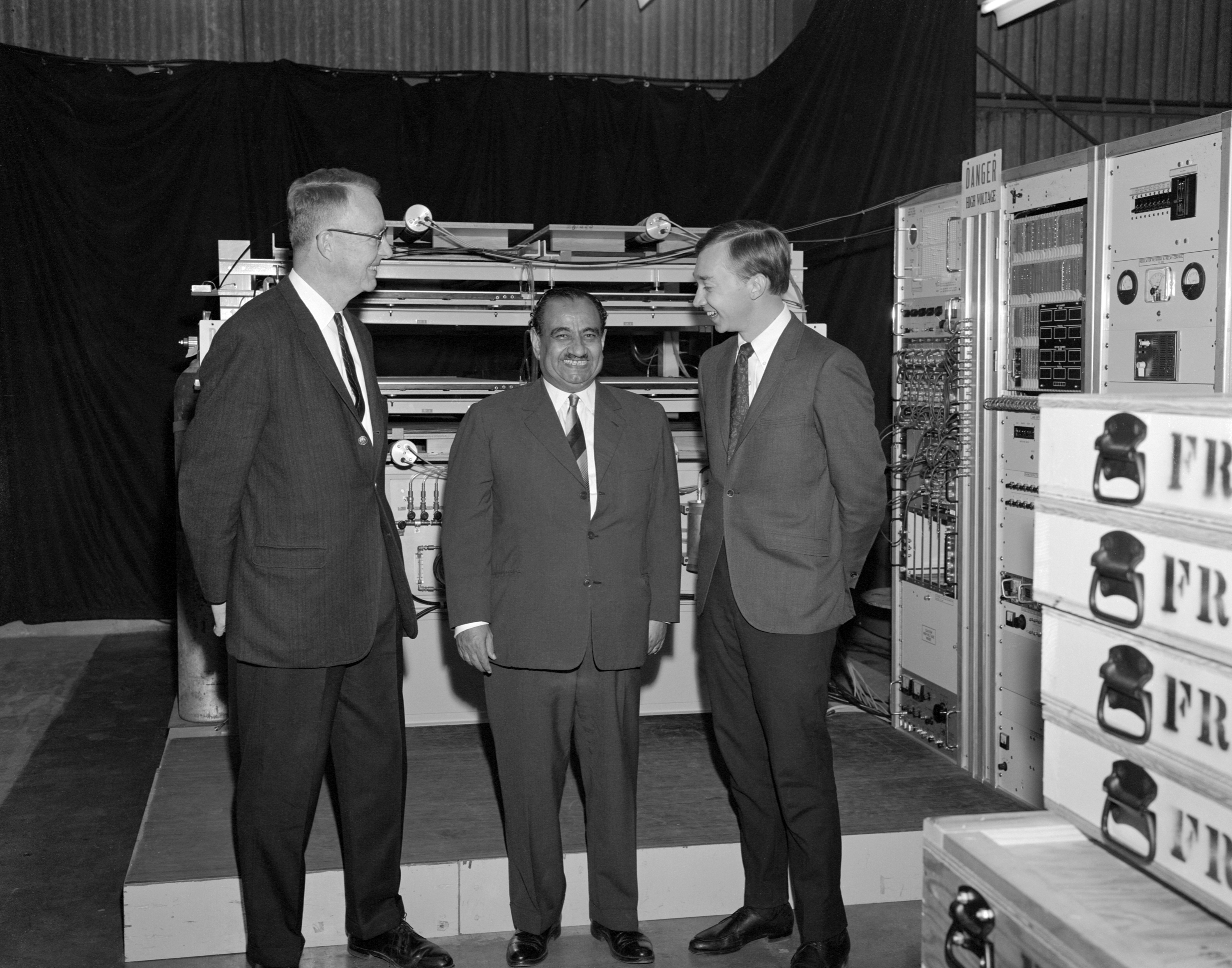
Radiografierea piramidelor împreună cu egiptologul și șeful de echipă Jerry Anderson, Berkeley, 1967

Alvarez a propus in 1965 tomografia cu miuoni⁠(d) ca mijloc de căutare a camerelor necunoscute din piramidele egiptene. Folosind radiații cosmice naturale, planul lui era de a pune camere cu scântei⁠(d), echipamente standard în fizica particulelor de mare energie de la acea dată, sub a doua piramidă a lui Chephren într-o încăpere cunoscută. Măsurând rata de numărare a radiațiilor cosmice în direcții diferite, se putea dezvălui existența oricărui vid în structura de rocă de deasupra.
Alvarez a adunat o echipă de fizicieni și arheologi din Statele Unite și din Egipt, s-a construit echipamentul de înregistrare și experimentul a fost inițiat, dar întrerupt de Războiul de Șase Zile din 1967. Reluat după război, efortul a continuat, înregistrând și analizând razele cosmice până în 1969 când Alvarez a raportat Societății Americane de Fizică că nu s-a găsit nicio cameră în cele 19% de piramidă cercetate.

În noiembrie 1966, Life a publicat o serie de fotografii de pe filmul⁠(d) făcut de Abraham Zapruder⁠(d) la asasinarea lui Kennedy. Alvarez, expert în optică și fotoanaliză⁠(d), a fost intrigat de acele imagini și a început să studieze ce putea afla din acel film. Alvarez a demonstrat și teoretic și experimental că ridicarea pe spate a capului președintelui era complet consistentă cu faptul că a fost împușcat din spate. El a cercetat și timpii scurși între focurile de armă, precum și unda de șoc care a perturbat camera, și viteza camerei, relevând mai multe amănunte pe care fotoanaliștii de la FBI le greșiseră sau le trecuseră cu vederea. El a scris un articol redactat ca un tutorial, cu sfaturi informale pentru fizicienii ce intenționează să găsească adevărul.

## Dispariția dinozaurilor

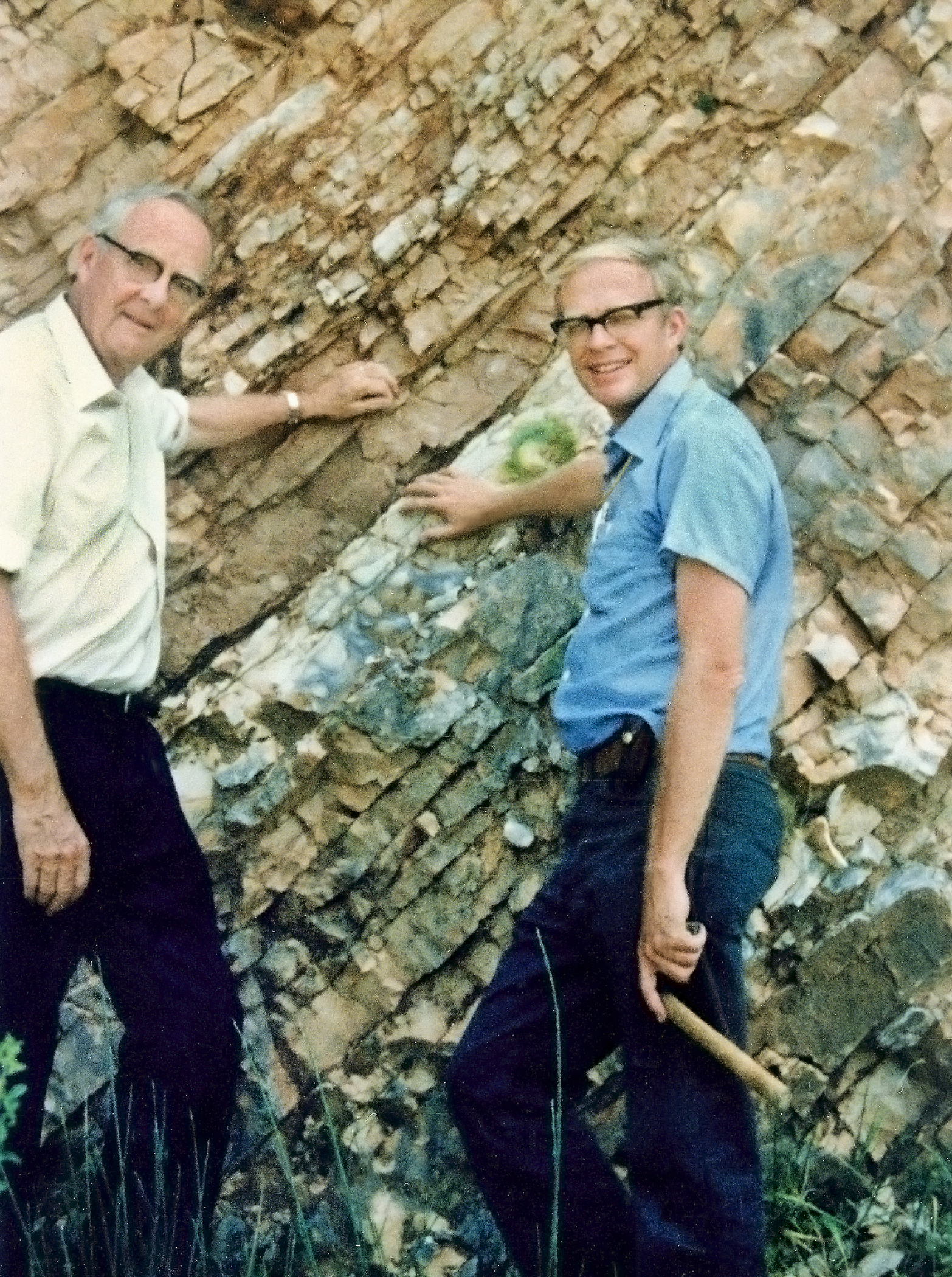
Luis și la din Gubbio, Italia, 1981

În 1980, Alvarez și fiul său, geologul Walter Alvarez⁠(d), împreună cu chimiștii nucleariști Frank Asaro⁠(d) și Helen Vaughn Michel⁠(d), „au descoperit o calamitate care a zguduit literalmente Pământul și este una dintre marile descoperiri despre istoria Pământului”.
În anii 1970, Walter Alvarez făcea cercetări geologice în Italia centrală. Acolo, el găsise un afloriment pe pereții unui defileu ale cărui depozite de calcar includeau straturi⁠(d) aflate și dedesubtul și deasupra limitei cretacic–paleogen⁠(d). Exact la acea limită se află un strat subțire de argilă. Walter i-a spus tatălui său că acel strat marchează momentul când dinozaurii și multe alte specii au dispărut și nimeni nu știe de ce, sau ce reprezintă acea argilă — era un mare mister și el intenționa să-l rezolve.
Alvarez avea acces la chimiștii nucleariști de la Laboratorul Lawrence Berkeley și a reușit să lucreze cu Frank Asaro⁠(d) și Helen Vaughn Michel⁠(d), care au folosit tehnica analizei activării neutronilor⁠(d). În 1980, Alvarez, Alvarez, Asaro, și Michel au publicat o lucrare de referință în care avansau teoria unei cauze extraterestre a extincției din cretacic-paleogen (astăzi numită „extincția din cretacic-terțiar”). În anii ce au urmat publicării articolului, argila a fost găsită a conține funingine, sferule sticloase, cristale de cuarț șocat⁠(d), diamante microscopice, și minerale rare formate doar în condiții de temperatură și presiune mari.
Publicarea în 1980 a acelei lucrări s-a confruntat cu critici din partea comunității geologice, și au urmat aprigi dezbateri științifice. Zece ani mai târziu, după moartea lui Alvarez, s-au găsit dovezi ale unui mare crater de impact denumit Chicxulub în largul coastei Mexicului, aducând susținere pentru teoria lor. Alți cercetători au aflat apoi că extincția de la sfârșitul cretacicului în care au dispărut dinozaurii a avut loc foarte rapid în termeni geologici, în câteva mii de ani, și nu în milioane de ani, cum se credea anterior. Alții continuă să studieze ipoteze alternative privind cauza extincției, cum ar fi creșterea vulcanismului, în special masivele erupții din Capcanele Deccan⁠(d) care au avut loc în aceeași perioadă, și schimbările climatice, comparând cu fosilele găsite. La 4 martie 2010, însă, un grup de 41 de oameni de știință a căzut de acord că impactul asteroidului de la Chicxulub a declanșat extincția.

## Aviația
În autobiografia sa, Alvarez scria: „consider că am două cariere separate, una în știință și una în aviație. Am găsit că ambele produc aproape la fel de multe satisfacții.” Un factor important care a contribuit la aceasta a fost plăcerea zborului. A învățat să piloteze în 1933, obținând apoi gradații la zborul cu instrumente⁠(d) și cu mai multe motoare. În următorii 50 de ani, el a acumulat peste 1000 de ore de zbor, majoritatea ca pilot principal. El spunea: „puține activități le-am găsit atât de satisfăcătoare ca a fi pilot principal cu responsabilitate pentru viețile pasagerilor mei.”
Alvarez a adus numeroase contribuții profesionale în aviație. În timpul celui de al Doilea Război Mondial, a condus dezvoltarea mai multor tehnologii legate de aviație. Mai multe proiecte ale sale sunt descrise mai sus, inclusiv Ground Controlled Approach (GCA) pentru care a primit Trofeul Collier în 1945. El deținea și brevetul pentru transponderul⁠(d) radar, pentru care a acordat guvernului american drepturi de utilizare în schimbul sumei de un dolar.
Mai târziu în cariera sa, Alvarez a servit în mai multe comisii consultative la nivel înalt legate de aviația civilă și militară. Între acestea, se număra un grup de lucru al Federal Aviation Administration⁠(d) despre viitoarele sisteme de navigație aeriană⁠(d) și de control al traficului aerian, în Comitetul pentru Aeronave Militare din cadrul Comisiei Consultative Prezidențiale de Știință⁠(d), și într-o comisie care a studiat felul în care comunitatea științifică poate ajuta la îmbunătățirea capabilităților Statelor Unite de a duce un război nenuclear.
Responsabilitățile l-au condus pe Alvarez în multe aventuri. De exemplu, pe când lucra la GCA a devenit primul civil care a pilotat un avion într-o abordare joasă cu vederea obstrucționată în afara cockpitului. A zburat și cu multe avioane militare din postură de copilot, inclusiv cu un B-29 Superfortress și un F-104 Starfighter. În timpul celui de al Doilea Război Mondial, a supraviețuit unei prăbușiri ca pasager într-un Miles Master⁠(d).

## Moartea
Alvarez a murit la 1 septembrie 1988, de complicații ale unei succesiuni de operații recente pentru cancer la esofag. Rămășițele i-au fost incinerate, iar cenușa a fost împrăștiată în Golful Monterey⁠(d). Articolele sale sunt în Biblioteca Bancroft⁠(d) de la Universitatea Californiei din Berkeley.

## Premii și titluri onorifice
- Fellow al Societății Americane de Fizică (1939) și președinte al acesteia (1969) [25]
- Trofeul Collier⁠(d) din partea Asociației Naționale de Aeronautică⁠(d) (1946)[75]
- Membru al Academiei Naționale de Știință⁠(d) (1947)[76]
- Medalia pentru Merit⁠(d) (1947)[27]
- Fellow al Societății Americane de Filosofie⁠(d) (1953)[77]
- Fellow al Academiei Americane de Arte și Științe⁠(d) (1958)[78]
- Omul de știință al anului în California (1960)[79]
- Premiul Albert Einstein⁠(d) (1961)[27]
- Medalia Națională pentru Știință⁠(d) (1963)[80]
- Premiul Michelson⁠(d) (1965)[81]
- Premiul Nobel pentru Fizică (1968)[27]
- Membru al Academiei Naționale de Inginerie⁠(d) (1969)[82]
- Medalia Absolvenților Universității din Chicago (1978)[83]
- National Inventors Hall of Fame⁠(d) (1978)[84]
- Premiul Enrico Fermi⁠(d) al Departamentului American al Energiei⁠(d) (1987)[85]
- Membru de onoare al IEEE⁠(d) (1988)[86]
- Cercetașii Americani și-au numit după Alvarez premiul SUPERNOVA al cercetașilor lupușori (2012)[87]

## Publicații
- "Berkeley Proton Linear Accelerator," Radiation Laboratory, University of California, Berkeley (13 octombrie 1953).
- "High-energy Physics with Hydrogen Bubble Chambers," Radiation Laboratory, University of California, Berkeley (7 martie 1958).
- "LRL 25-inch Bubble Chamber," Lawrence Radiation Laboratory, University of California, Berkeley (8 iulie 1964).
- "Two-element variable-power spherical lens," Patent US3305294A (December 1964)
- "Early Days of Accelerator Mass Spectrometry," Lawrence Berkeley Laboratory (May 1981).
- "The Hydrogen Bubble Chamber and the Strange Resonances," Lawrence Berkeley National Laboratory (June 1985).
- "History of Proton Linear Accelerators," Lawrence Berkeley Laboratory (Jan. 1987).

## Brevete
- Dispozitiv pentru antrenament la golf[88]
- Reactor electronuclear [89]
- Telemetru optic cu prismă exponențială cu unghi variabil[90]
- Obiectiv sferic cu două elemente și putere variabilă[91]
- Obiectiv și sistem cu putere variabilă[92]
- Detector de particule subatomice cu mediu lichid de multiplicare a electronilor[93]
- Metodă de producere a matricii de elemente optice Fresnelate[94]
- Element optic de grosime redusă[95]
- Metodă de formare a unui element optic de grosime redusă[96]
- Articole etichetate cu deuteriu, cum ar fi explozivi, și metodă de detectare a acestora [97]
- Binoclu cu zoom stabilizat [98]
- Sistem autonom de evitare a coliziunilor [99]
- Afișaj de televiziune[100]
- Binoclu cu zoom stabilizat [101]
- Sistem de lentile stabilizat optic pentru camere [102]
- Detecția azotului [103]

- Stabilizor optic cu pendul inerțial [104]